# AS 24 (entreprise)
AS 24, filiale du groupe TotalEnergies est une entreprise française de distribution de carburants destinés aux professionnels. Créée en 1988, son siège social se situe à Saint-Herblain (Nantes Métropole).
Elle dispose en France de 497 établissements, et est présente dans 29 pays en Europe.

## Histoire

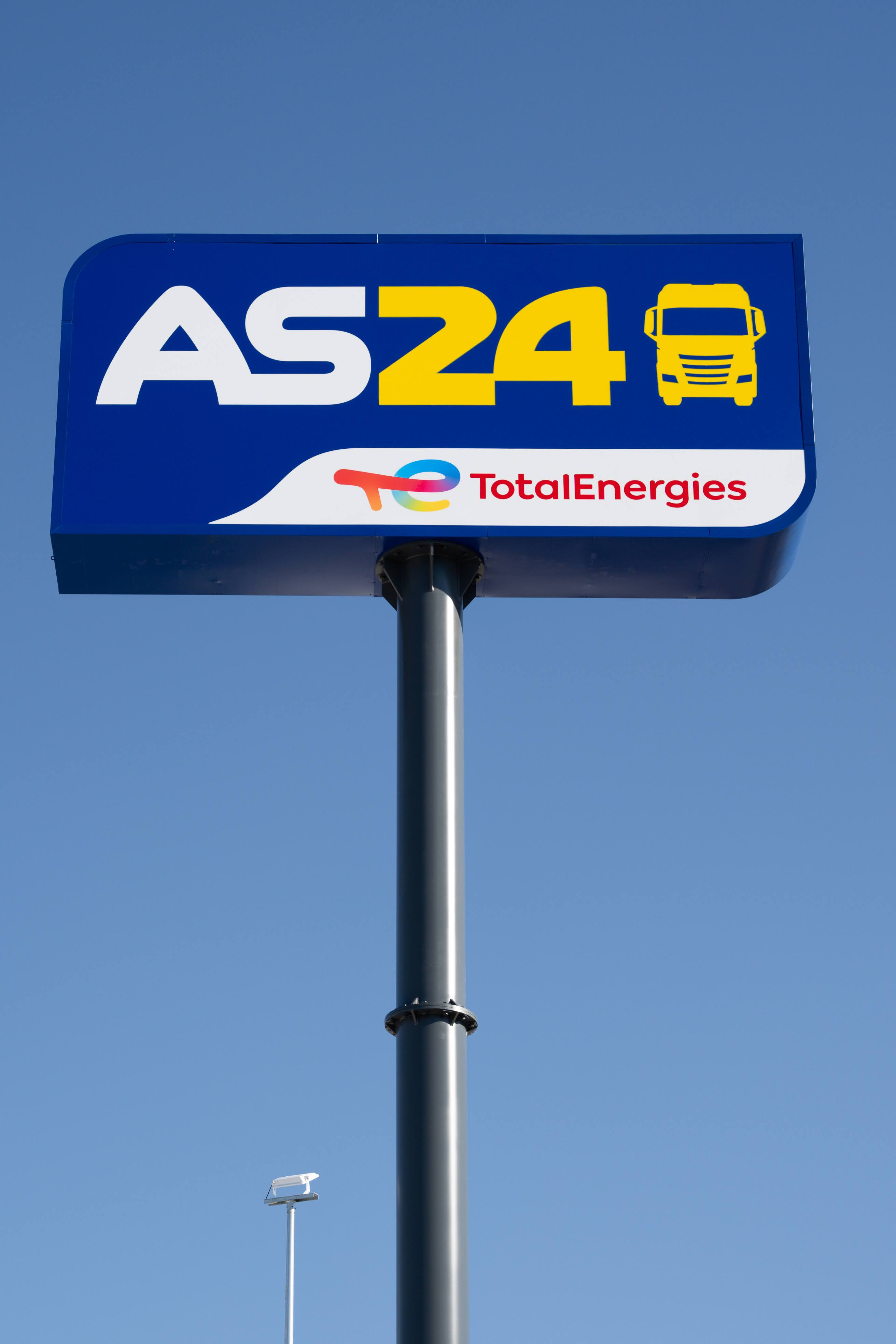
Panneau de station AS 24

Dès sa création en 1988, AS 24 est destinée à la distribution de carburants pour les professionnels du transport. Historiquement basée dans la région nantaise, l’entreprise est originellement créée sous le nom « Point Carburant » par la Compagnie Pétrolière de l'Ouest. 
En 1989 est créée la première carte client. Elle est valable sur tout le réseau de stations (majoritairement français, à cette époque).
En 1997, « Point Carburant » est rachetée par Elf Aquitaine et change de nom pour devenir AS 24. En mars 2000, et alors même qu’elle s’apprêtait à faire une OPA sur son concurrent principal Total, Elf est finalement rachetée par cette même entreprise dans un contexte de lourds démêlés politico-judiciaires qui l’avaient affaibli.
Le rachat de Elf-Aquitaine par Total fait d’AS 24 la filiale d’une supermajor, soit une des six plus grosses compagnies pétrolière privées à l'échelle mondiale. 
Au départ, l’offre se concentre sur la vente de carburants. À mesure que les stations AS 24 s’implantent à travers l’Europe, la société commence à diversifier son offre (badge de télépéage, services gestion de flotte…) 
En 2010, le siège social déménage au sein du parc Tertiaire Ar Mor, à Saint-Herblain.
En 2017, elle ouvre sa première station au gaz naturel pour véhicules.

## Activité

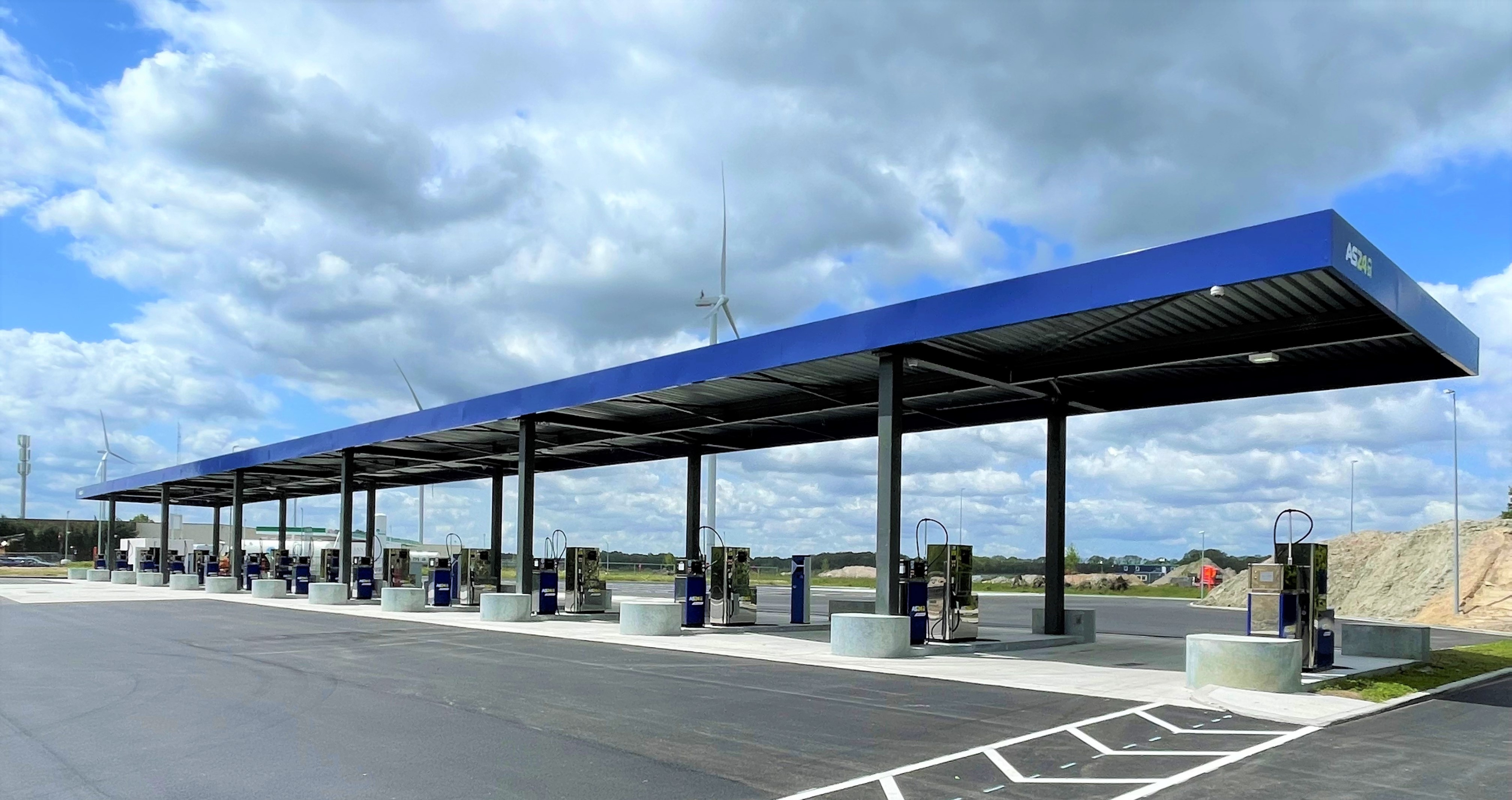
Station AS 24 à MEER, Belgique

### Vente de produits pétroliers via cartes carburant
Depuis ses débuts, le cœur de cible d’AS 24 a toujours été les poids lourds. De ce fait, les pompes pour véhicules légers sont rares dans ses stations. Celles-ci possèdent en revanche des équipements spécialement consacrés aux poids lourds : pistes larges, pistolets à hauts débit, double remplissage de réservoir…
L’AdBlue a été mis en vente dans les stations AS 24 afin de répondre aux normes Euro (IV, V, VI). Elle se revendique comme étant la première entreprise de son secteur en nombre de stations équipées (plus de 600 à ce jour) et en termes d’étendue du réseau (23 pays couverts). 
Comme de nombreuses entreprises de services aux transporteurs, AS 24 se base sur le système des cartes de carburants (ou carte essence). Ces cartes constituent un outil de gestion de flotte pour les entreprises de transport. Elles peuvent, par exemple, accéder au suivi automatique de leurs dépenses. 
L’entreprise commercialise une carte utilisable dans le réseau AS 24 uniquement et une carte liée à son partenaire Eurotrafic. Avec cette dernière, il est possible de faire le plein dans plus de 12 000 stations en Europe. 

### Services aux professionnels du transport

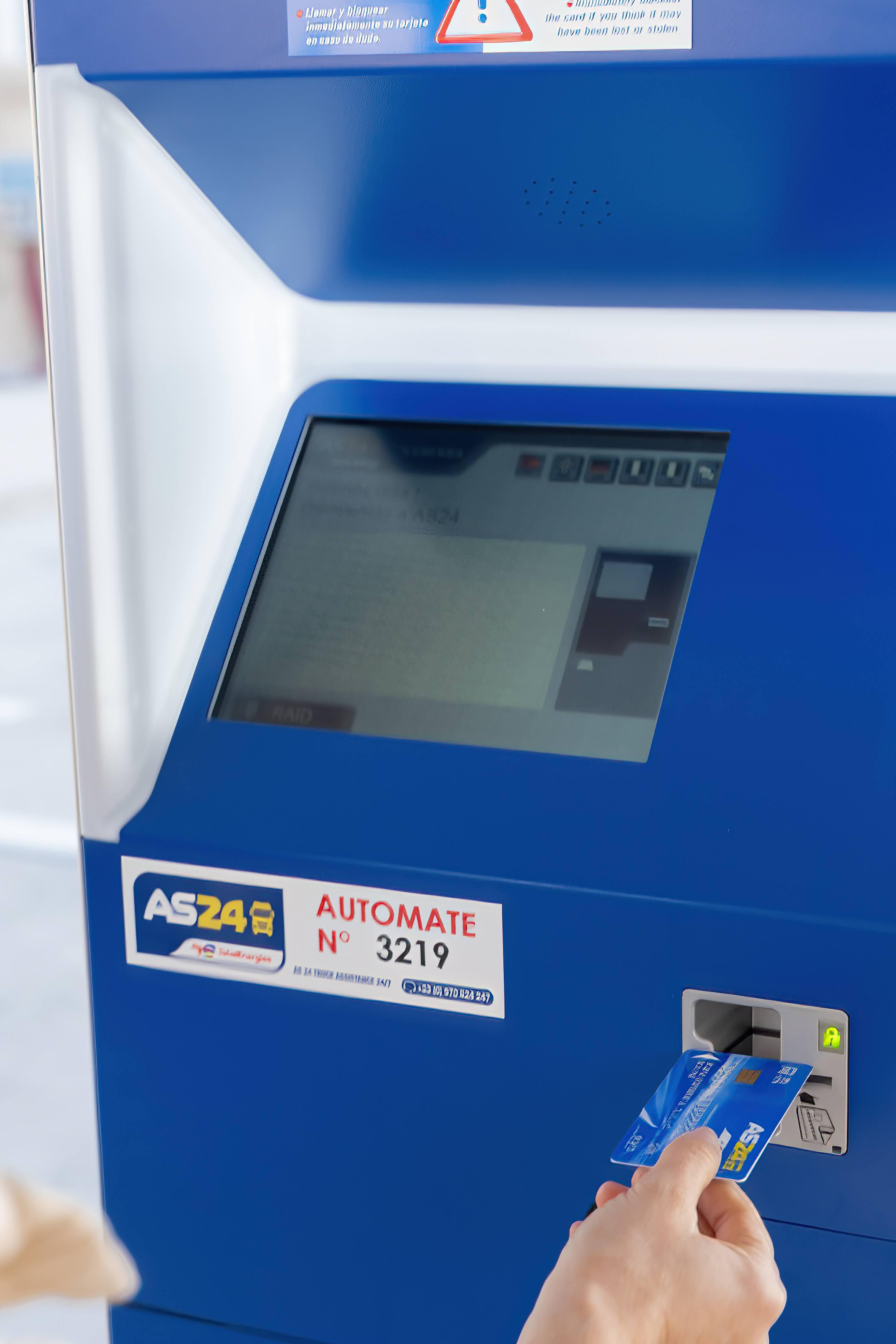
Carte AS 24

Si l’activité principale d’AS 24 reste la vente de carburant, l’entreprise propose également des services orientés vers les professionnels du transport. 

#### Gestion de flotte
Grâce au paiement par carte essence, les entreprises de distribution de carburants peuvent en effet commercialiser certains services aux professionnels du transport.

#### Dispositifs de télépéage
Comme certains de ses concurrents, AS 24 commercialise un dispositif de télépéage, le Passango. 
Il peut être utilisé sur tout le territoire français, espagnol et portugais ainsi qu’en Belgique sur le tunnel du Liefkenshoek (contournement d’Anvers). À partir d’octobre 2017, il couvre l’ensemble du territoire belge ainsi que l’Allemagne.

## Implantation
AS 24 est implantée dans 29 pays d’Europe. Dans tous ces pays se trouve une succursale de l’entreprise. 

## Filiale de Total
La carte carburant AS 24 Eurotrafic est utilisable dans toutes les stations Total.

## Logo
En 2016, AS 24 a adopté un nouveau logo. Un camion fait son apparition sur la droite et rappelle l’orientation de l’entreprise vers ce type de transport.
Enfin, le nouveau logo fait mention de Total, l’entreprise mère d’AS 24.